# Засєкін Вадим Олександрович
Вади́м Олекса́ндрович Засє́кін (нар. 3 жовтня 1990 — пом. 29 серпня 2014) — солдат Збройних сил України, учасник російсько-української війни.

## Короткий життєпис
Народився 1990 року в селі Копилля (Маневицький район, Волинська область). Закінчив Копильську 9-річну школу, навчався у Володимир-Волинському агротехнічному коледжі, змушено покинув — захворів батько, ампутували кінцівку, Вадим перебрав господарку. Займався польовими роботами, збирав ягоди й гриби, продавав; на село у справах вивозив батька возом.
У часі війни мобілізований 9 квітня 2014-го. Зателефонували — заклав біля хати садок і з поля пішов у військкомат. Стрілець 51-ї окремої механізованої бригади, розвідник — добре орієнтувався на місцевості, псевдо «Джекі Чан». Стояв на блокпостах біля Сєвєродонецька, Красноармійська, Донецька.
Разом з іншими бійцями 51-ї бригади Вадим намагався на БМП прорватися з оточення під Іловайськом біля села Новокатеринівка — влучив снаряд. Востаннє рідні змогли з ним зв'язатися 28 серпня. Вважався зниклим безвісти.
Був похований у Запоріжжі під номером 3028. Ідентифікований за експертизою ДНК родиною та побратимами. 6 січня 2015 року воїна перепоховали в рідному селі. В останню дорогу проводжали усім селом.
Без сина лишилися батько Олександр Іванович і мама Галина Засєкіни.

## Нагороди та вшанування
За особисту мужність і героїзм, виявлені у захисті державного суверенітету та територіальної цілісності України, вірність військовій присязі під час російсько-української війни, відзначений — нагороджений:
- 17 липня 2015 року — орденом «За мужність» III ступеня (посмертно);[1]
- весною 2015 року в Копильській школі відкрито меморіальну дошку Вадимові Засєкіну.
- Його портрет розміщений на меморіалі «Стіна пам'яті полеглих за Україну» в Києві: секція 3, ряд 3, місце 34
- Вшановується 29 серпня на щоденному ранковому церемоніалі вшанування українських захисників, які загинули цього дня в різні роки внаслідок російської збройної агресії[2]